# کوه ترایمف
کوه ترایمف (به انگلیسی: Mount Triumph) یک کوه در ایالات متحده آمریکا است که در واشینگتن واقع شده‌است.